# Yvette Zié
Yvette Zié (ur. 23 marca 1993) – burkińska zapaśniczka walcząca w stylu wolnym. Zajęła dziewiętnaste miejsce na mistrzostwach świata w 2019. Piąta na igrzyskach afrykańskich w 2019. Srebrna medalistka mistrzostw Afryki w 2019 i brązowa w 2020 roku.